# ترابری هوایی

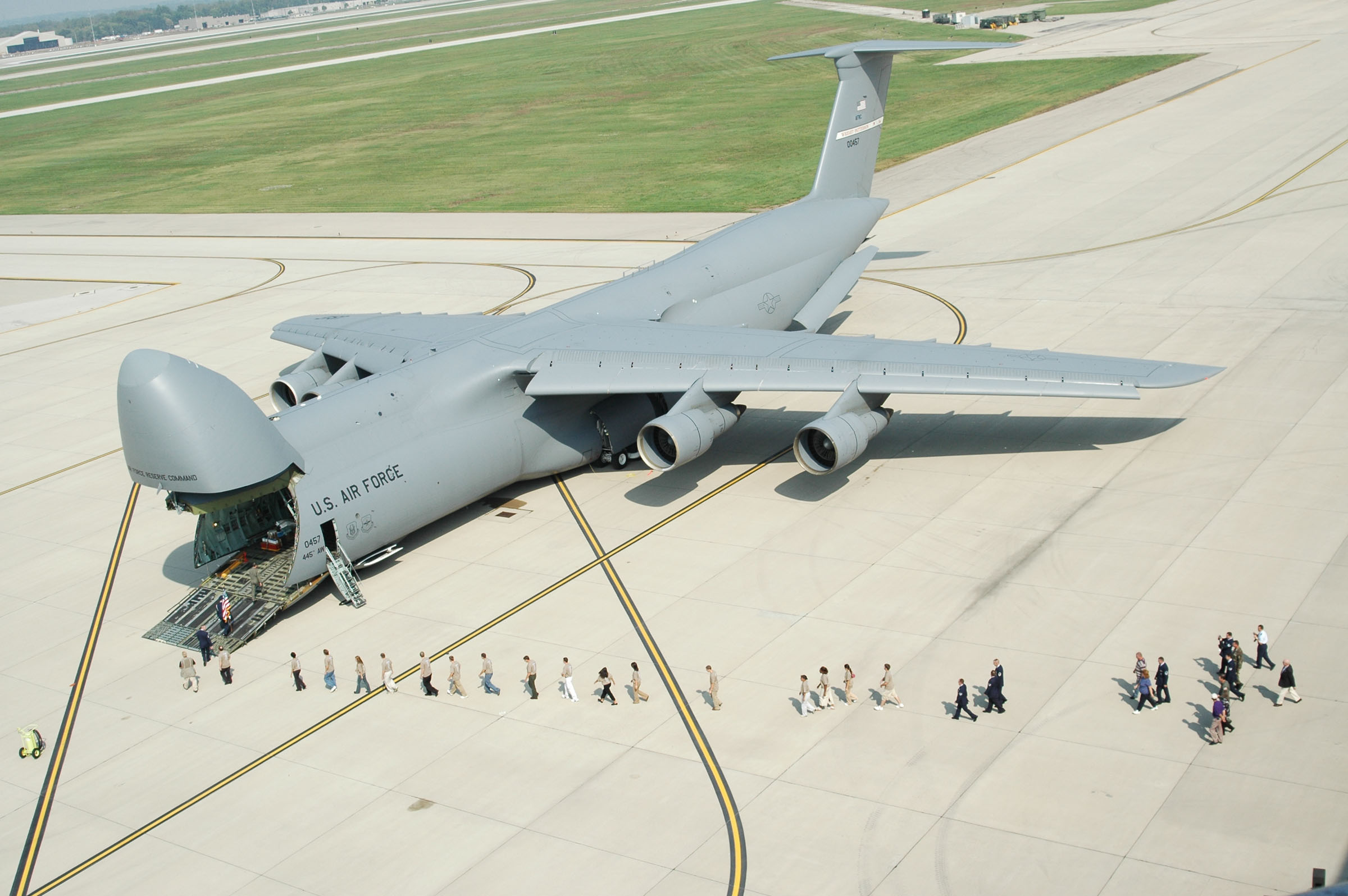
افرادی که در حال سوار شدن بر لاکهید سی-۵ گلکسی، یک هواپیمای باربری بزرگ نظامی هستند.

ترابری هوایی (انگلیسی: Airlift) گونه‌ای از ترابری است که از طریق هواپیما و بالگرد یا سایر هواگردها انجام می‌شود. ترابری هوایی در مقایسه با خودرو و کامیون سریع و بدون آلایندگی است و هیچ آسیبی به محیط زیست نمی‌زند ولی هزینه زیادی دارد. ترابری هوایی ممکن است نظامی یا غیر نظامی باشد.
ترابری هوایی از دو نوع مجزا تشکیل شده‌است: استراتژیک و تاکتیکی. به‌طور معمول، ترابری هوایی استراتژیک شامل جابجایی مواد در فواصل طولانی (مانند در سراسر یا خارج از قاره یا جبهه) است، در حالی که ترابری هوایی تاکتیکی بر روی استقرار منابع و مواد در یک مکان خاص با دقت بالا متمرکز است.